# Leptidea reali
Leptidea reali — вид метеликів родини біланових (Pieridae). Він дуже схожий на Leptidea sinapis та Leptidea juvernica, з якими він утворює криптичний видовий комплекс.

## Систематика
У 1962 році французький дослідник П'єр Реаль зауважив існування, як він вважав, двох сезонних форм у Leptidea sinapis, які літали одночасно у французьких східних Піренеях. Наприкінці 1980-х років, ґрунтуючись на морфологічному дослідженні геніталій цих двох форм метеликів, Лоркович припустив, що Реаль спостерігав два різних види. Реаль описав новий вид під назвою lorkovicii у 1988 році. Однак ця назва виявилася недійсною, оскільки вона була зайнята Leptidia duponcheli lorkovici Pfeiffer, 1932, що спонукало Едварда Райзінгера у 1989 році ввести nomen novum: він перейменував вид у Leptidea reali на честь його першовідкривача.
Подальші дослідження підтвердили, що жіночі та чоловічі статеві органи L. sinapis і L. reali систематично відрізняються. Тоді ці два види вважаються симпатричними в більшій частині Європи. Форма цих органів (зокрема пеніса самця, довшого у видів, чия самка має рецепторний канал також довший, що свідчить про механізм типу «ключ/замок»), здається, може пояснити репродуктивну ізоляцію цих двох таксонів. Cпроби ж знайти надійні морфологічні відмінності у формі крил виявляються марними.
Нове дослідження, опубліковане в 2011 році, продемонструвало, що вид, який раніше називався Leptidea reali, у свою чергу приховує третій вид: Leptidea juvernica. Останнього неможливо відрізнити від L. reali як за орнаментом крил, так і за статевими органами: тільки молекулярний або каріологічний аналіз дозволяє їх відрізнити. L. juvernica є предковим видом триплету sinapis - reali - juvernica, і, здається, присутній у значній частині Європи, де він співіснує з L. sinapis.

## Поширення
Ареал виду достеменно невідомий через плутанину з видами Leptidea sinapis та Leptidea juvernica. Ймовірно, він обмежений Піренейським півостровом, півднем Франції (включаючи Корсику) та північю Італії, і в цьому випадку є середземноморським ендеміком. Середовище існування складається з узлісся, галявин і чагарникових лук.

## Опис
Це маленький білий метелик із вузькими крилами та округлою верхівкою. Він має сіру верхівкову макулу на верхній частині переднього крила, менш виражену у самки, ніж у самця.

## Спосіб життя
Можливо два-три покоління на рік. Основними харчовими рослинами є види Lathyrus.